# عوفاديا هراري
عوفاديا هراري (3 سبتمبر 1943 ، القاهرة ، مصر - 15 يوليو 2012 ، إسرائيل ) كان مهندس طيران إسرائيلي مصري المولد. حصل مرتين على جائزة الدفاع الإسرائيلية (1969 و 1975) وحصل على جائزة إسرائيل ، أعلى وسام مدني في البلاد ، في عام 1987 لمساهمته في مشروع أي ايه أي لافي.
كان هراري خريج معهد التخنيون وحصل على ماجستير إدارة الأعمال من كلية إنسياد في فرنسا . كان مؤثرا في تطوير صناعات الفضاء الإسرائيلية .
توفي في 15 يوليو 2012 عن عمر يناهز 68 عامًا ودفن في حوض هشارون .